# Marc van Orsouw
Marc van Orsouw (Oijen, 12 april 1964) is een voormalig Nederlands wielrenner. 

## Belangrijkste overwinningen
1983
Ronde van de Jura
1986
Gran Premio della Liberazione
Hel van het Mergelland
1995
Drielandenomloop

## Resultaten in voornaamste wedstrijden
| Jaar | Ronde van Italië | Ronde van Frankrijk | Ronde van Spanje |
| ---- | ---------------- | ------------------- | ---------------- |
| 1986 |                  | buiten tijd         |                  |
| 1987 |                  |                     | 72e              |
| 1988 | 66e              | 76e                 |                  |
| 1989 |                  | 87e                 |                  |
| 1990 |                  |                     |                  |
| 1991 |                  | 78e                 | 50e              |
| 1992 |                  |                     |                  |
| 1993 |                  |                     |                  |
| 1994 | opgave           |                     |                  |

| Jaar | Milaan-San Remo | Gent-Wevelgem | Ronde van Vlaanderen | Parijs-Roubaix | Amstel Gold Race | Luik-Bast.‑Luik | Ronde van Lombardije | Brabantse Pijl |
| ---- | --------------- | ------------- | -------------------- | -------------- | ---------------- | --------------- | -------------------- | -------------- |
| 1986 |                 |               |                      |                |                  |                 |                      |                |
| 1987 | 104e            |               |                      |                |                  |                 |                      | 19e            |
| 1988 |                 |               |                      | 57e            |                  | 49e             |                      |                |
| 1989 |                 | 39e           | 76e                  |                | 32e              | 56e             |                      | 6e             |
| 1990 | 24e             | 122e          | 46e                  | 23e            | 52e              | 64e             |                      |                |
| 1991 | 76e             |               | 56e                  |                | 38e              | 70e             |                      |                |
| 1992 | 182e            |               | 32e                  | 49e            | 63e              | 56e             | 47e                  |                |
| 1993 |                 |               |                      | 40e            | 38e              | 90e             |                      |                |
| 1994 |                 |               |                      |                |                  |                 |                      |                |

## Ploegen
- 1986 –  PDM-Ultima-Concorde
- 1987 –  PDM-Ultima-Concorde
- 1988 –  PDM-Ultima-Concorde
- 1989 –  PDM-Ultima-Concorde
- 1990 –  PDM-Concorde-Ultima
- 1991 –  Panasonic-Sportlife
- 1992 –  Panasonic-Sportlife
- 1993 –  Team Deutsche Telekom
- 1994 –  Team Deutsche Telekom